# Baldwin Piano Company
Die Baldwin Piano Company war der größte US-amerikanische Hersteller von Tasteninstrumenten, zumeist Klavieren. Das Unternehmen ist heute eine Tochtergesellschaft der Gibson Guitar Corporation, jedoch wurde die amerikanische Fertigung von Klavieren im Dezember 2008 eingestellt.

## Geschichte
Das Unternehmen führt seine Ursprünge auf das Jahr 1857 zurück, als Dwight Hamilton Baldwin in Cincinnati, Ohio Musikunterricht für Klavier, Orgel und Violine anbot. 1862 begann Baldwin als Klavierhändler für Decker Brothers zu arbeiten und stellte 1866 Lucien Wulsin als Bürogehilfen ein. Wulsin wurde Partner im Handel, seit 1873 bekannt als D.H. Baldwin & Company. Unter Führung Wulsins wurde die Baldwin Company in den 1890er Jahren der größte Klavierhandelsbetrieb im Mittleren Westen der USA.
1889–1890 schwor Baldwin, man werde das beste Klavier bauen, das man bauen kann (“the best piano that could be built”). In der Folge wurden zwei Gesellschaften gebildet: Hamilton Organ, die Pfeifenorgeln herstellte, und die Baldwin Piano Company, die Klaviere herstellte. Das erste Klavier der Gesellschaft, ein Pianino (Hochklavier), wurde 1891 in den Verkauf gebracht. Den ersten Flügel begann Baldwin 1895 zu verkaufen.
Baldwin starb 1899 und hinterließ seinen Besitz der Finanzierung von Missionsgesellschaften. Letztlich erwarb Lucien Wulsin das Anwesen Baldwins und wandelte die Gesellschaft vom Großhandel zum Hersteller. Das Unternehmen gewann seinen ersten größeren Preis 1900, als sein Modell 112 den Grand Prix des Wettbewerbs auf der Weltausstellung in Paris gewann, das erste amerikanisch hergestellte Klavier, das diesen Preis gewann. Baldwin-gefertigte Klaviere gewannen auch hohe Preise bei der Louisiana Purchase Exposition und 1914 bei der Universal Anglo-American Exposition. 1913 belieferte Baldwin neben den Verkäufen in den USA bereits Händler in weiteren 32 Staaten.
Baldwin begann 1920, ähnlich vielen anderen Herstellern auch, Player Pianos herzustellen. Eine neue Klavierfabrik wurde in Cincinnati, Ohio erbaut. Diese Modelle wurden zum Ende der 1920er Jahre unpopulär. Im Zusammenhang mit der großen Wirtschaftskrise entwickelten sich diese Zeiten beinahe zum Desaster für Baldwin. Jedoch hatte der Unternehmens-Chef, Lucien Wulsin II, für solche Umstände Vorsorge durch hohe Geldreserven getroffen, und Baldwin konnte damit den Absturz des Marktes überleben.
Während des Zweiten Weltkriegs befahl das US War Production Board das Aussetzen aller Klavierbau-Aktivitäten, damit die Kapazitäten für kriegswichtige Zwecke genutzt werden konnten. Die Baldwin-Fabriken wurden zur Herstellung von Holzverbundbauten von Flugzeugflügelprofilen umgenutzt. Die Aeronca-PT-23-Trainer und das Curtiss-Wright-C-76-Caravan-Lastenflugzeug erhielten Baldwin-Flügel. Während die Fertigung von Holzkomponenten bei Flugzeugen kaum als wirtschaftlicher Erfolg gewertet werden konnte, zog Baldwin dennoch Nutzen und Erkenntnisse aus diesen Aktivitäten, die der Herstellung von Stimmstöcken aus 41-fach verleimtem Schichtholz zugutekamen, die Baldwin in den Klavieren nach dem Zweiten Weltkrieg einzubauen begann.
Nach Kriegsende setzte Baldwin den Klavierhandel fort, und 1953 hatte man das doppelte Volumen der Vorkriegszeit erreicht. 1946 führte Baldwin seine erste Elektronikorgel ein, die 1941 entwickelt worden war. Diese Orgel wurde so erfolgreich, dass das Unternehmen seinen Namen änderte: Baldwin Piano & Organ Company. 1961 wurde Lucien Wulsin III Präsident. 1963 kaufte das Unternehmen den deutschen Klavierhersteller C. Bechstein Pianofortefabrik auf und blieb sein Eigentümer bis 1986. 1965 baute Baldwin eine neue Klavierfabrik in Conway, Arkansas, ursprünglich rein zu dem Zweck, Pianinos (Hochklaviere) zu bauen. 1973 hatte das Unternehmen eine Million Pianinos hergestellt.
Als Nächstes versuchte das Unternehmen, am Wachstum der Popmusik teilzuhaben. Nach einem erfolglosen Versuch, die Fender Musical Instruments Corporation zu erwerben, kaufte Baldwin Burns of London 1965 für 380.000 britische Pfund auf und begann, Gitarren über die Klavierläden der Gruppe zu verkaufen. Unerfahren mit Gitarren, verfehlte Baldwin das Interesse der meisten Gitarrenkäufer, und die Verkaufszahlen entwickelten sich unbefriedigend. 1967 kaufte Baldwin auch den Gitarrenhersteller Gretsch, der seine eigene hoch erfahrene Verkaufsmannschaft zum Gitarrengeschäft mitbrachte und auch ein Netzwerk von Gitarrenläden. Fender und Gibson blieben jedoch in den Märkten vorn, und die Verkäufe erreichten nie die gesetzten Ziele. Der Gitarrenbau von Gretsch wurde später (1989) an die Gretsch-Familie zurückverkauft.
Während der 1970er Jahre versuchte Baldwin mit beträchtlichen Mitteln in Finanzdienstleistungen einzusteigen. Unter der Führung von Morley P. Thompson kaufte Baldwin Dutzende Firmen. In den frühen 1980er Jahren gehörten zu Baldwin mehr als 200 Sparkassen und Kreditbanken, Versicherungsgesellschaften und Investmentbanken.
1980 eröffnete Baldwin eine neue Klavierfabrik in Trumann, Arkansas. 1982 jedoch trug der Klavierbau nur noch 3 % der jährlichen Erlöse von Baldwin in Höhe von 3,6 Milliarden US-Dollar bei. In der Zwischenzeit hatte das Unternehmen beträchtliche Schulden angehäuft und fand es zunehmend schwierig, seine Neuerwerbungen zu finanzieren. 1983 war die Gesellschaft bei einem Schuldenstand von 9 Milliarden US-Dollar gezwungen, Konkurs anzumelden – zu jener Zeit der bislang größte Konkursfall überhaupt.
Während der Konkursabwicklung 1984 wurde das Klaviergeschäft von Baldwin an seine Manager verkauft. Die neue Gesellschaft warb um den Kauf von Geschäftsanteilen 1986 als „Baldwin Piano and Organ Company“. Die Gesellschaft ging wiederum an die Börse, als sie 1993 für ca. 62 Millionen US-Dollar an eine Investorengruppe verkauft wurde.
Jedenfalls blieben die Schwierigkeiten, im Zuge demografischer Veränderungen, und infolge ausländischen Wettbewerbs gingen die Verkäufe an Klavieren zurück. Die Gesellschaft versuchte, mit dem Ankauf von Wurlitzer ihren Marktanteil zu vergrößern und durch Verlagerung der Fertigung nach Übersee die Kosten zu bändigen. Baldwin verlegte seine Verwaltung von Loveland, Ohio nach Mason, Ohio. Über die 1990er Jahre verbesserte sich die Unternehmenslage, und 1998 bauten die 270 Mitarbeiter des Klavierbaus in der Fabrik in Conway, Arkansas 2200 Flügel pro Jahr. Baldwin war jedoch 2001 wiederum in Schwierigkeiten, meldete noch einmal Konkurs an, als die Gesellschaft von der Gibson Guitar Corporation gekauft wurde. 2005 entließ das Unternehmen einige Mitarbeiter aus seiner Fertigung in Trumann, Arkansas und unterzog sich einer Restrukturierung.
Das Unternehmen Baldwin, nun eine Tochtergesellschaft der Gibson Guitar Corporation, fertigte Instrumente unter den Markennamen Baldwin, Chickering, Wurlitzer, Hamilton und Howard. Baldwin kaufte zwei Klavierfabriken in China, um dort Flügel und Pianinos zu bauen. Neufassungen der früher in den Staaten gebauten Pianinos entstehen nun in der Fabrik in Zhongshan, China. Dazu gehören die Baldwin-Hamilton-Studiomodelle B243 und B247, die die populärsten Schulklaviere sind, die jemals gebaut wurden. Die weitaus größere Fabrik in Dongbei baut Flügel und Klaviere in vielen neuen Modellen.  Alle neuen Modelle werden unter dem Namen „Baldwin“ verkauft, nicht als Wurlitzer, Hamilton oder Chickering.
Im Dezember 2008 stellte Baldwin den wesentlichen Teil der Fertigung neuer Klaviere in seiner Fabrik in Trumann, Arkansas ein. Man behielt einen kleinen Stamm an Mitarbeitern, um kundenspezifische Flügel zu bauen und um etliche hochwertige vorbestellte Künstler-Klaviere und -Flügel zu bauen. Baldwin plant die Fertigung fortzusetzen, je nachdem, wie die Nachfrage es verlangt.

## Bekannte Künstler
Viele Musiker wählten zum Komponieren, zu Aufführungen und zu Aufnahmezwecken Baldwin-Klaviere. Bekannte Klassik-Pianisten nutzten bei mindestens einer Gelegenheit Baldwin-Flügel: Walter Gieseking, Jorge Bolet, Earl Wild und José Iturbi und die Komponisten Igor Stravinsky, Béla Bartók, Leonard Bernstein und John Williams. Baldwin-Klaviere wurden von populären Entertainern genutzt: Amy Lee, Liberace, Clay Aiken, Ben Folds, auf Konzerten Billy Joel, Richard Carpenter und Carly Simon, Ferrante & Teicher, und die Jazzpianisten Dave Brubeck, Fred Van Hove und Dick Hyman.